# 말랑 바카이 사냐

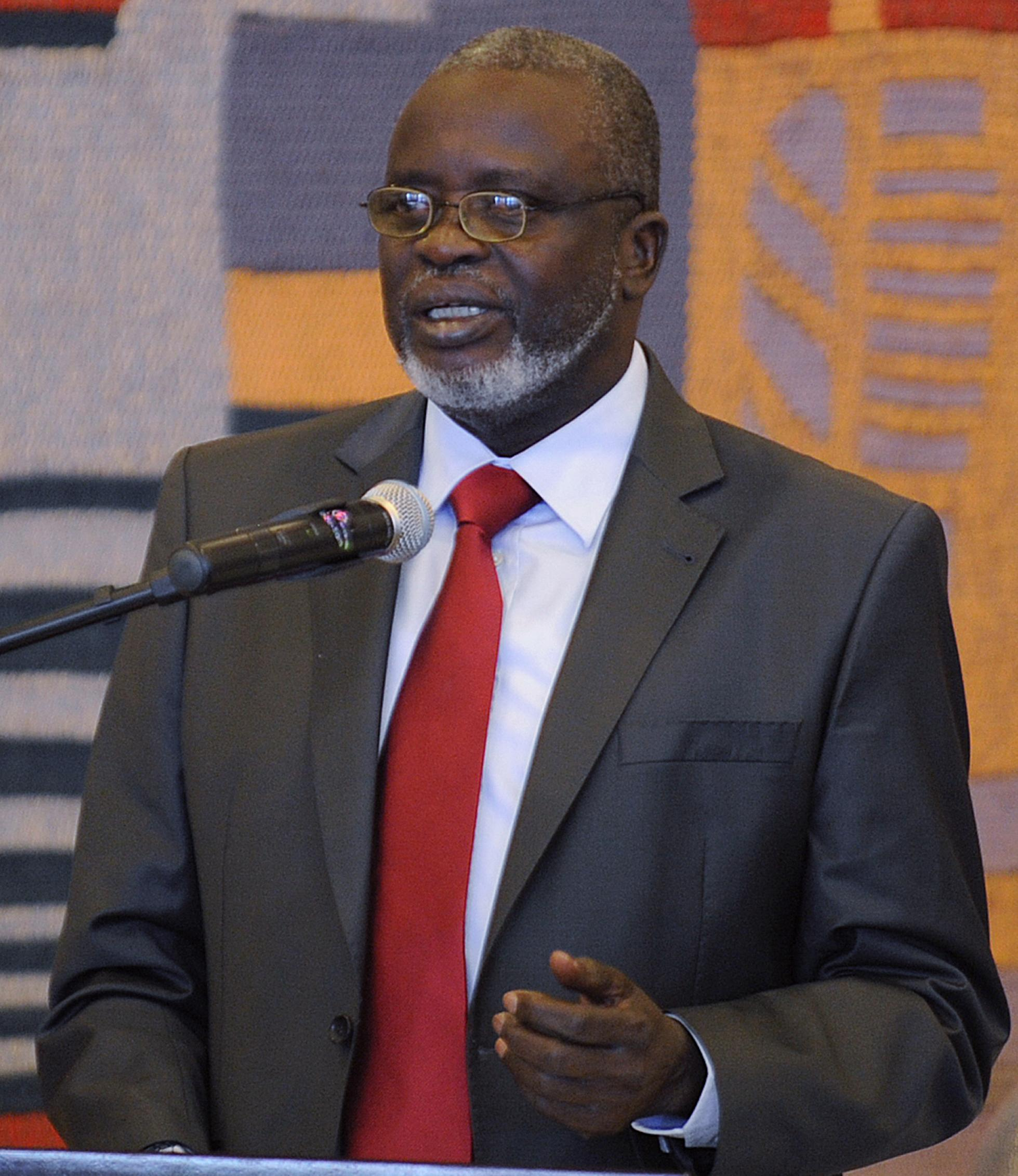
말랑 바카이 사냐

말랑 바카이 사냐(포르투갈어: Malam Bacai Sanhá, 1947년 5월 5일~2012년 1월 9일)는 기니비사우의 대통령으로, 2009년 9월부터 대통령 임기를 시작하였다. 2012년 1월에 프랑스의 파리의 발 드 그라스 병원에서 치료 도중 사망하였다. 사냐 대통령은 당뇨병을 앓아왔으며 치료 당시 인위적인 혼수상태에 있었던 것으로 전해졌다. 사냐 대통령은 2009년 취임한 이후 건강이 좋지 않아 2011년 11월 외국에서 치료를 받기 위해 출국하게 되었는데, 그 과정에서 당뇨병이 악화되어 사망하였다. 향년 66세

## 역대 선거 결과
| 선거명           | 직책명              | 대수 | 정당                                  | 1차 득표율 | 1차 득표수 | 2차 득표율 | 2차 득표수 | 결과 | 당락 |
| ---------------- | ------------------- | ---- | ------------------------------------- | ---------- | ---------- | ---------- | ---------- | ---- | ---- |
| 1999-2000년 선거 | 기니비사우의 대통령 | 3대  | 기니비사우-카보베르데 아프리카 독립당 | 23.37%     | 86,724표   | 28.00%     | 97,670표   | 2위  | 낙선 |
| 2005년 선거      | 기니비사우의 대통령 | 2대  | 기니비사우-카보베르데 아프리카 독립당 | 35.45%     | 158,276표  | 47.65%     | 196,759표  | 2위  | 낙선 |
| 2009년 선거      | 기니비사우의 대통령 | 4대  | 기니비사우-카보베르데 아프리카 독립당 | 39.59%     | 133,786표  | 63.31%     | 224,259표  | 1위  |      |